# Zambia ai Giochi della XX Olimpiade
Lo Zambia partecipò ai Giochi della XX Olimpiade che si sono svolti a Monaco di Baviera dal 26 agosto all'11 settembre 1972, con una delegazione di undici atleti impegnati in due discipline: atletica leggera e pugilato. Fu la terza partecipazione di questo paese ai Giochi estivi. Non fu conquistata nessuna medaglia.